# Manifestación satírica

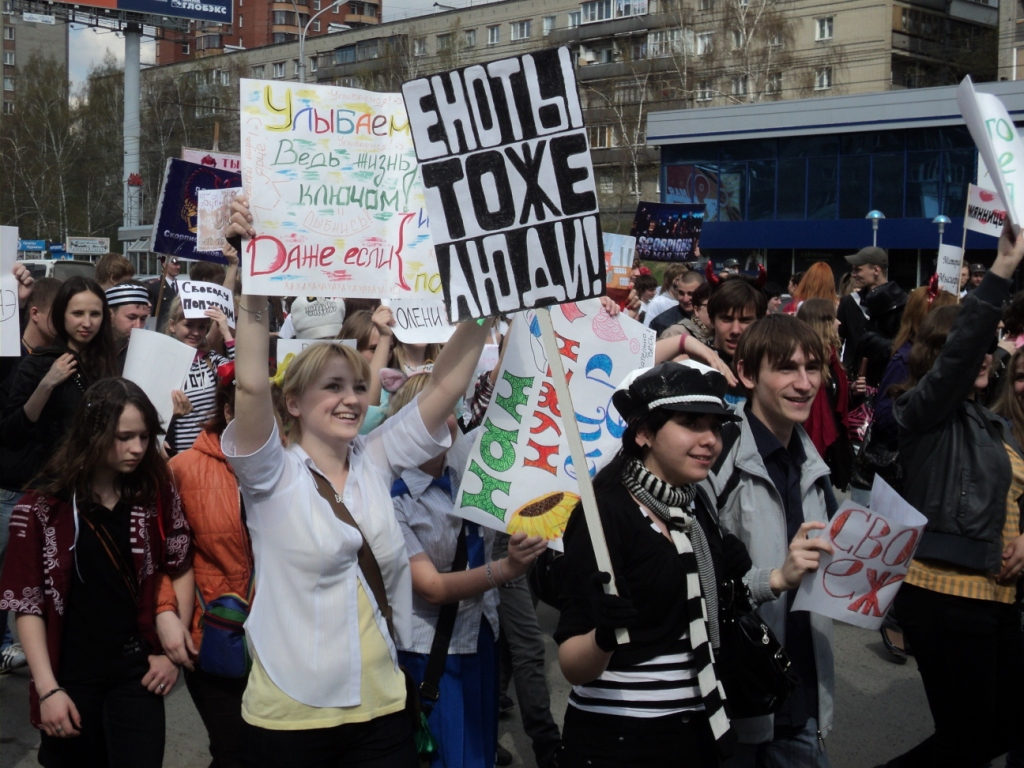
Una manifestante porta una pancarta en la que indica que "los mapaches también son personas"

Una manifestación satírica, denominado popularmente como "mostración" es un tipo de protesta ciudadana llevada a cabo a modo de performance. Los asistentes a las mismas suelen parodiar manifestaciones serias de manera satírica. 
Dicha actividad tiene sus orígenes en Rusia donde es conocido como Monstrátsiya (Монстрация).

## Historia
En 2004 el artista y activista Artiom Lóskutov y varios miembros del grupo "Arte Contemporáneo Terrorista" de Novosibirsk se inscribieron en las manifestaciones anuales del Día Internacional de los Trabajadores. Alegando que las protestas eran "aburridas", decidieron portar carteles y eslóganes con contenido absurdo con la idea de dar color al día festivo. El pintor Iván Dyrkin nombró esta marcha como "Mostración" retirando el prefijo "de-" por sus connotaciones negativas poniendo de ejemplo palabras como "deconstrucción" o "deflagración".
Los manifestantes portan consigo mismos pancartas y mensajes deliberadamente absurdos, sin sentido y apolíticos buscando desafiar a las autoridades gubernamentales expresándoles una paradoja conceptual, sin embargo ha habido ocasiones en que se han producido arrestos por "desórdenes públicos". En 2010 el fenómeno se extendió a una veintena de ciudades, entre las que se encuentran Moscú, San Petersburgo y Vladivostok.
En 2011, obtuvo el reconocimiento por parte de la agencia gubernamental de arte moderno como "innovador".

## Temática
Al ser apolítica, cada año desde sus inicios ha habido temas diferentes. Un ejemplo fue la ciudad de Kursk donde en 2014 hubo una manifestación por la lucha de los "derechos de las mariposas en el estómago" y en 2015 bajo el lema "no vimos 50 sombras de Grey"

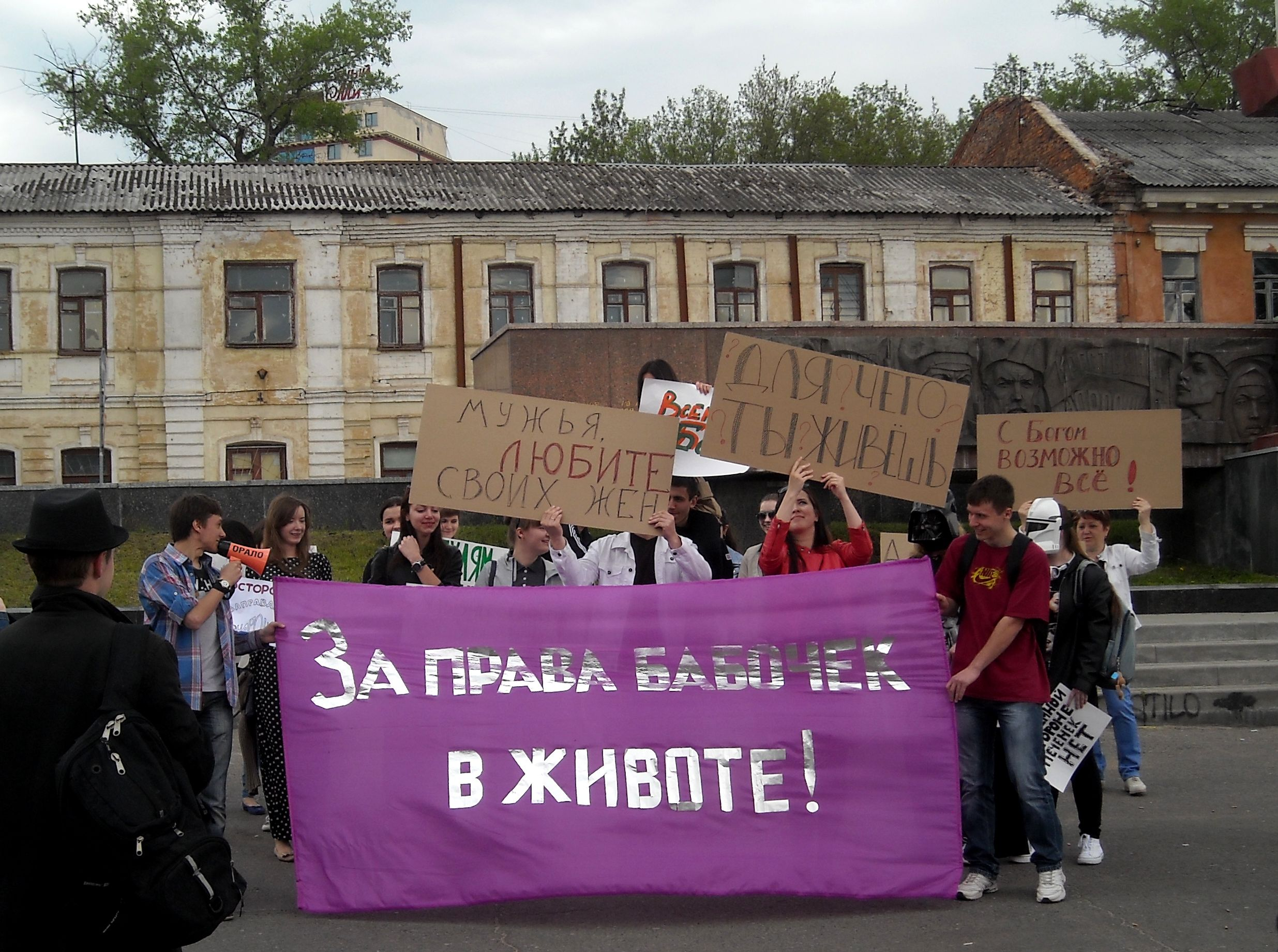
"Por los derechos de las mariposas en el estómago"
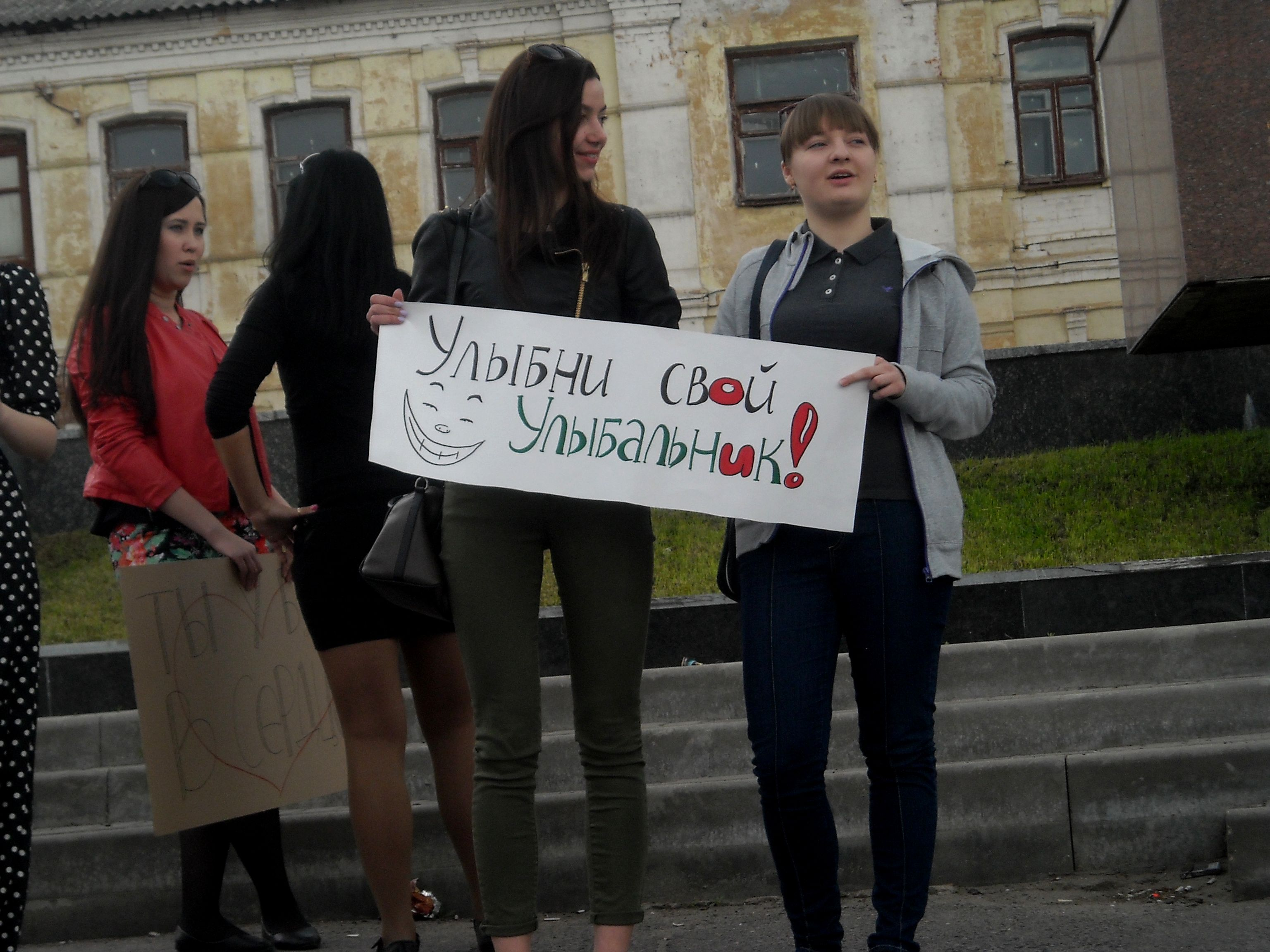
"Sonríe a quien te ofrece una sonrisa"
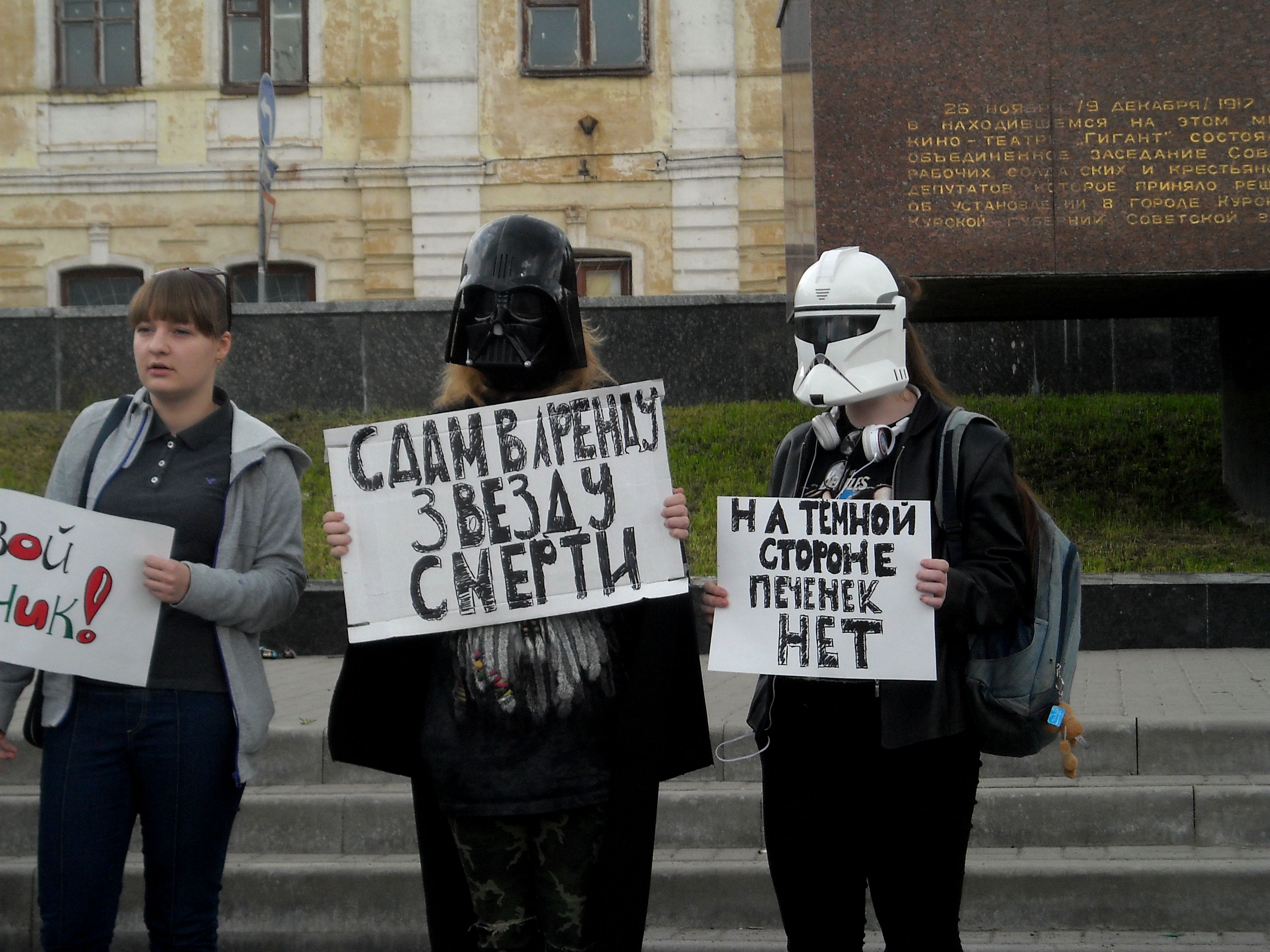
"Se alquila parcela en la Estrella de la Muerte" (izquierda) "El Lado Oscuro no tiene galletas" (derecha)
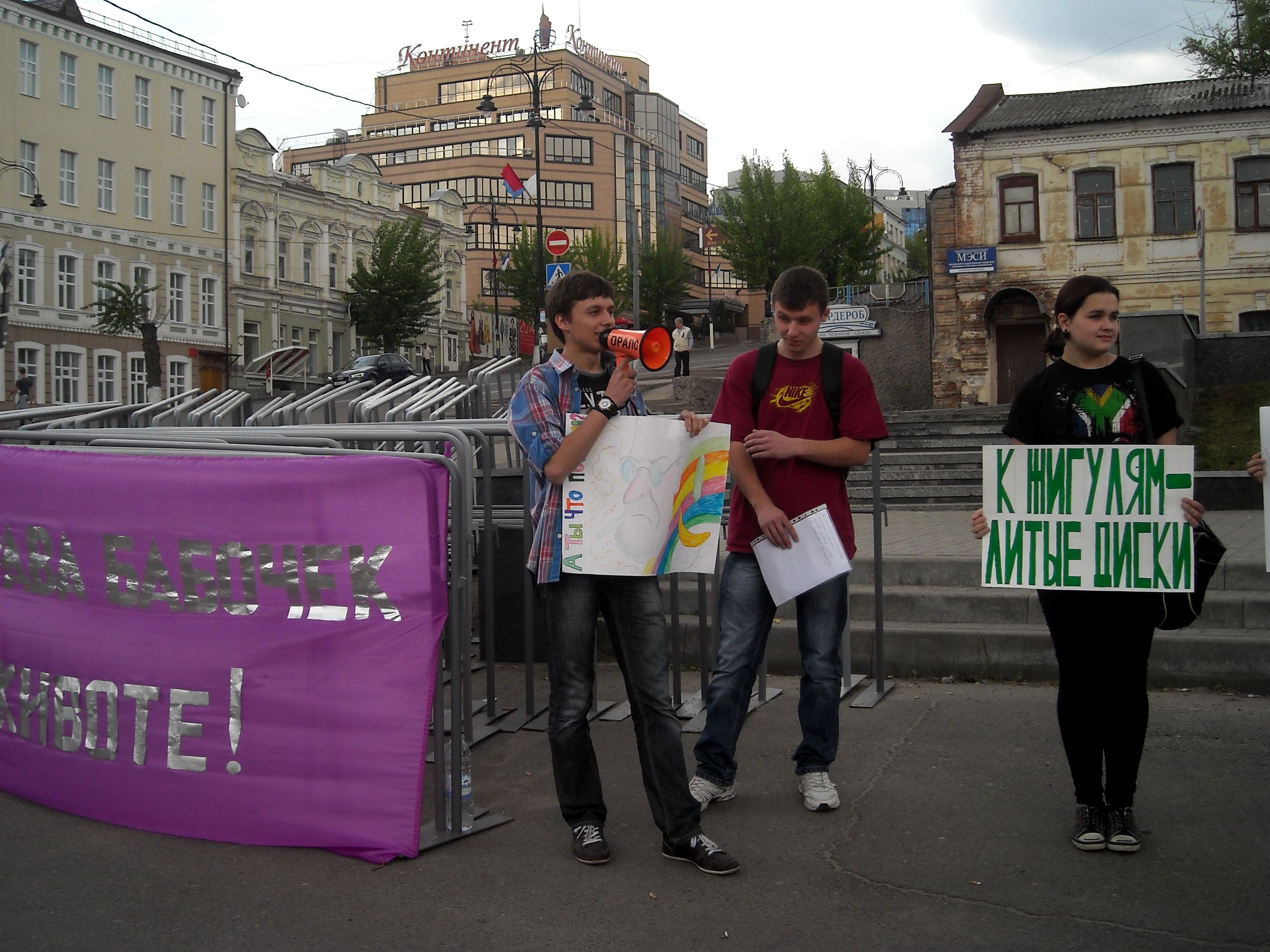
"Llantas para los Zhigulí"

## Reacciones políticas
En 2014, Lóskutov planeó organizar una manifestación para el 17 de agosto del mismo año que originó controversias a nivel nacional. De acuerdo con sus palabras: 

Estuvimos hablando sobre una marcha, legal acorde a la ley, pero a la hora de plasmar nuestras ideas sobre el papel, decidimos "crear" una república siberiana dentro de la Federación de Rusia, pero no con fines separatistas sino para criticar la forma de gobierno de la administración de Moscú".

El objetivo de esta marcha era protestar por la demagogia del Gobierno ante la respuesta negativa frente al derecho de autodeterminación en varias regiones rusas (como las del Cáucaso) a la par que se anexiona otros territorios soberanos como fue el caso de Crimea en 2014. Añadió: "apliquemos esto a las demás regiones rusas, ¿puede Siberia entrar en esta retórica?, la respuesta será "no"".
El Roskomnadzor decidió pues lanzar una campaña mediática contra la filial rusa de la BBC por informar de este evento. También abrió un expediente contra la cadena británica por "infringir la ley". En respuesta, el medio de comunicación describió el evento "secesionista" como una "parodia".
Las autoridades rusas compararon la mostración con el Euromaidán de Ucrania. El exboxeador y político por Rusia Unida Nikolái Valúyev criticó la manifestación refiriéndose a esta como "el primer intento a nivel internacional de promover el separatismo en Rusia".
Dmitri Zhuravliov, director del Instituto de Asuntos Regionales de la Academia de Ciencias declaró entender la postura de los manifestantes a nivel emocional, "buscan gestionar la economía siberiana y eso es comprensible", y matizó: "no obstante es inaceptable para el Estado al ser incompatible con la Constitución". El Presidente Vladímir Putin firmó una ley en la que establece años de prisión para aquellos que supongan una amenaza a la integridad territorial del país.